# 27505 Catieblazek
27505 Catieblazek è un asteroide della fascia principale. Scoperto nel 2000, presenta un'orbita caratterizzata da un semiasse maggiore pari a 2,6115032 au e da un'eccentricità di 0,1787257, inclinata di 8,87123° rispetto all'eclittica.
L'asteroide è dedicato alla statunitense Catie Blazek, amministratrice all'osservatorio Lowell.